# Toussaint
Pour les articles homonymes, voir Toussaint (homonymie).
Ne doit pas être confondu avec Fête des morts ou Commémoration de tous les fidèles défunts.
La Toussaint (en latin : Sollemnitas Omnium Sanctorum) est une solennité catholique qui honore tous les saints, connus et inconnus.
Dans l’Église catholique de rite occidental, la Toussaint est fêtée le 1er novembre. La célébration liturgique commence aux vêpres le soir du 31 octobre et se termine à la fin du 1er novembre. Elle  précède d’un jour la Commémoration de tous les fidèles défunts, dont la solennité est fixée au 2 novembre.
Les  Églises orthodoxes ainsi que les Églises catholiques orientales de rite byzantin  célèbrent  le dimanche de tous les Saints, le dimanche suivant la Pentecôte.
Les protestants ne pratiquent pas le culte des saints mais certaines Églises luthériennes, et les anglicans commémorent aussi les saints le 1er novembre.

## Histoire

### Les fêtes des martyrs

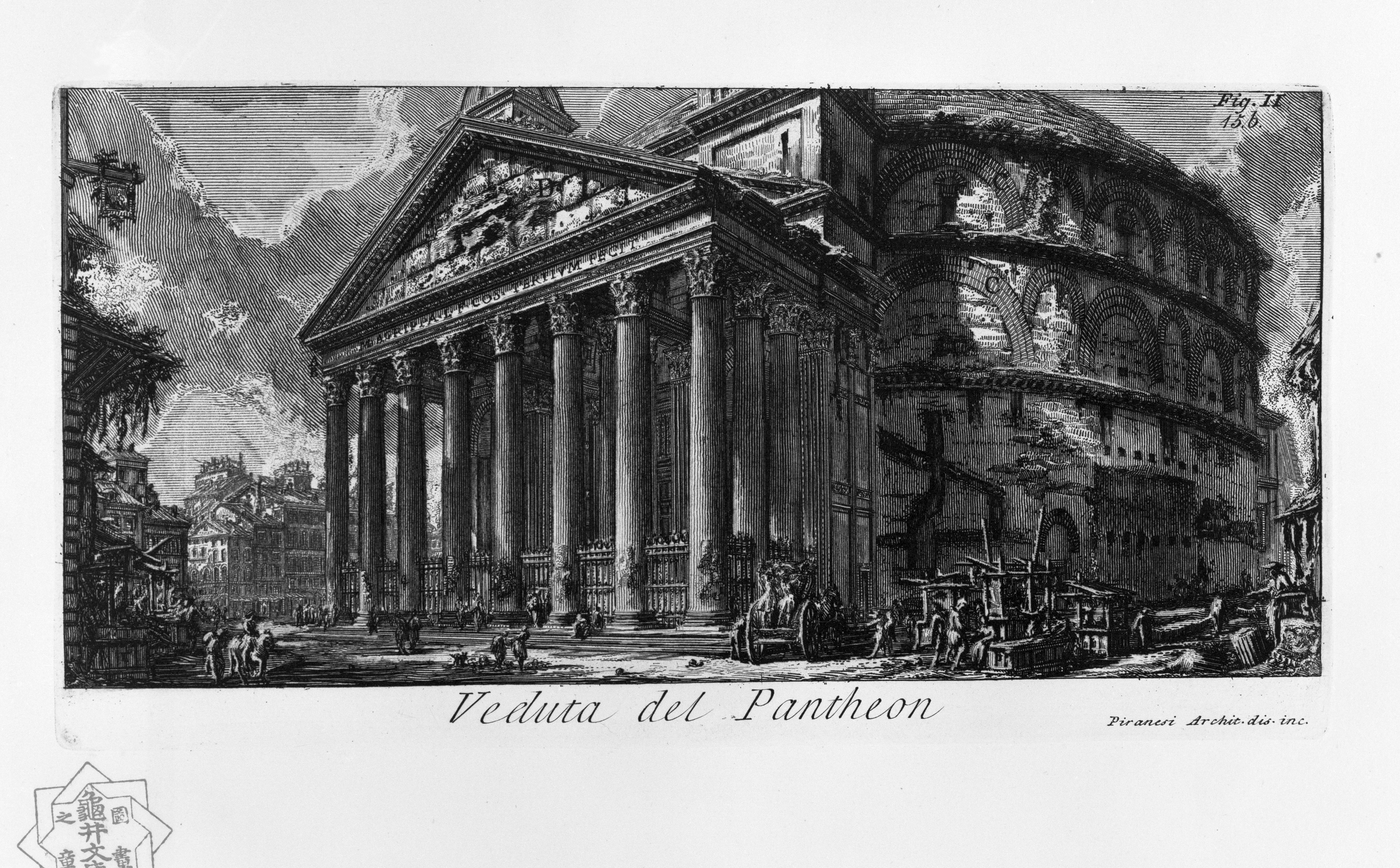
Le Panthéon de Rome, gravure de Piranèse.

Des fêtes honorant tous les martyrs existaient dès le IVe siècle dans les Églises orientales le dimanche après la Pentecôte. De nos jours, c’est toujours à cette date que la Communion des Églises orthodoxes célèbre le dimanche de tous les Saints.
À Rome, au Ve siècle également, une fête en l’honneur des saints et martyrs était déjà célébrée le dimanche après la Pentecôte.
Après la transformation du Panthéon de Rome en sanctuaire, le pape Boniface IV le consacra, le 13 mai 610, sous le nom de l’église Sainte-Marie-et-des-martyrs. Boniface IV voulait faire mémoire de tous les martyrs chrétiens dont les corps étaient honorés dans ce sanctuaire. La fête de la Toussaint fut alors fêtée le 13 mai, date anniversaire de la dédicace de cette église consacrée aux martyrs,, peut-être aussi en référence à une fête célébrée par l'Église de Syrie au IVe siècle.
Elle remplaçait la fête des Lemuria de la Rome antique célébrée à cette date pour conjurer les spectres malfaisants.

### Date de célébration

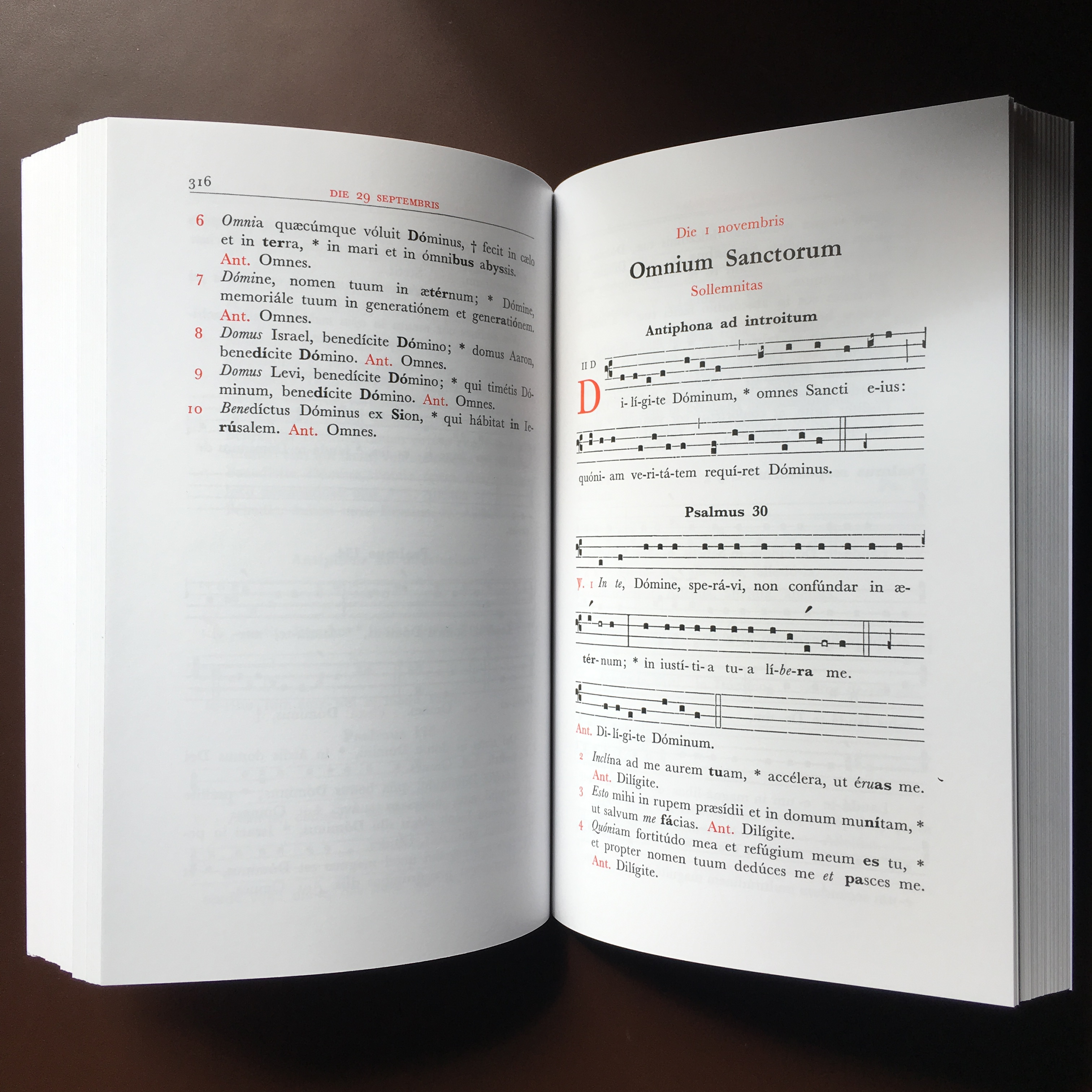
Solennité de la Toussaint, dans le Graduale simplex.

La célébration de la fête chrétienne de la Toussaint au 1er novembre est apparue en Occident au VIIIe siècle, peut-être lorsque le pape Grégoire III a dédié à tous les saints une chapelle de la basilique Saint-Pierre de Rome.
Vers 835, Grégoire IV a ordonné que cette fête soit célébrée dans toute la chrétienté. Pour certains historiens[Qui ?], c’est à la suite de cette décision que la fête de la Toussaint fut fixée au 1er novembre. Sur le conseil de Grégoire IV, Louis le Pieux institua la fête de tous les saints dans l'ensemble du territoire de l’empire carolingien.

### Toussaint et fête des morts
La célébration de Toussaint fut suivie localement d'un office des morts dès le IXe siècle.
En 998, les moines de Cluny instituèrent une fête des trépassés le 2 novembre, qui entra dans la liturgie romaine comme commémoration de tous les fidèles défunts au XIIIe siècle.
Le culte des morts resta cependant massivement célébré au 1er novembre.

### Fête d'obligation
En 1484, le pape Sixte IV accrut la solennité de la fête en la dotant d'une octave.
En 1914, Pie XI en fit une fête d'obligation.

### La veille de la Toussaint
Halloween, ou l'Halloween en français canadien, est une fête folklorique originaire des îles anglo-celtes célébrée dans la soirée du 31 octobre, veille de la Toussaint. Son nom est une contraction de l'anglais All Hallows' Eve qui signifie the eve of All Hallows' Day en anglais contemporain et peut se traduire comme « la veille de tous les saints » ou « la veillée de la Toussaint ». (Extrait de l'article Halloween.)

## Signification

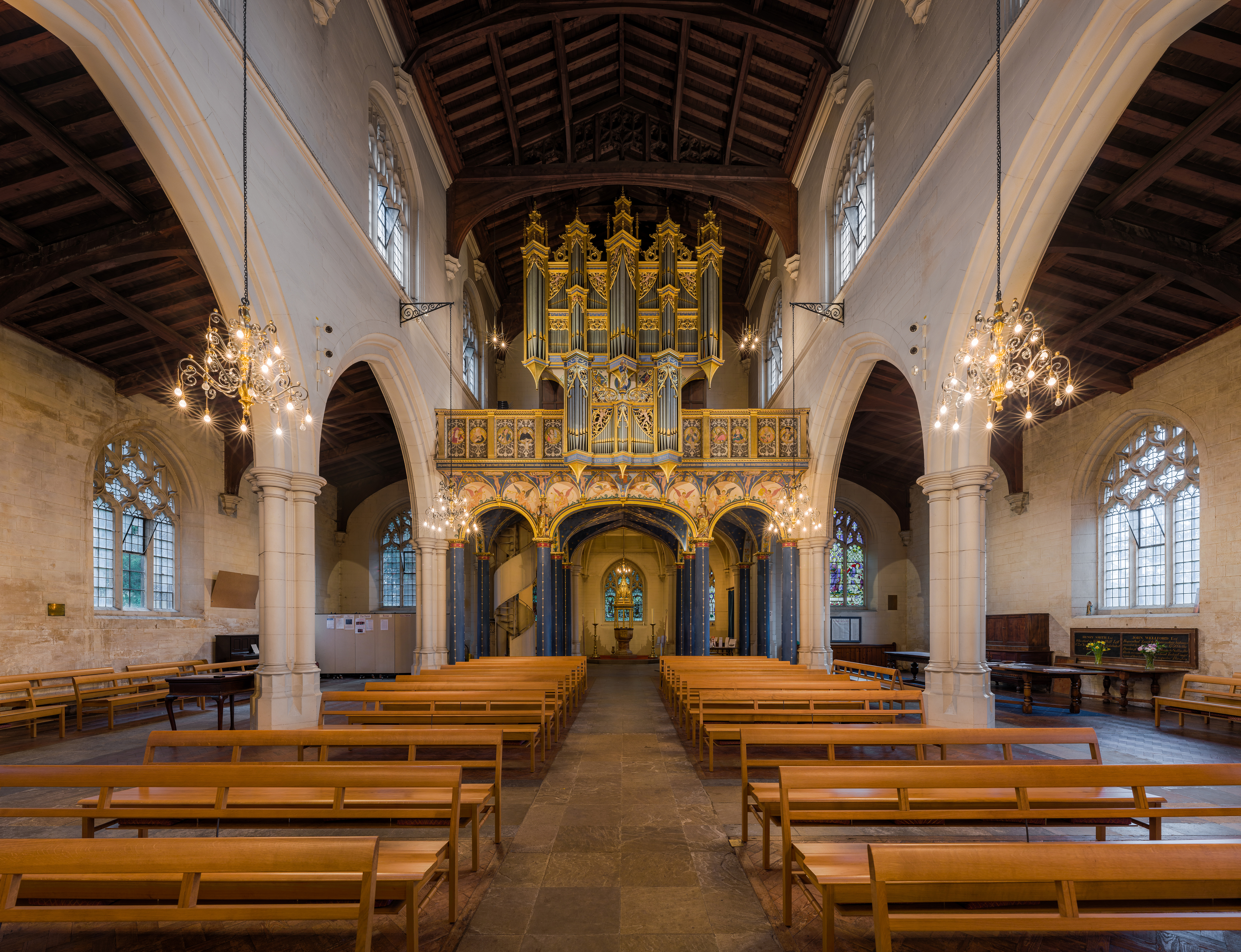
Église de tous les saints, Carshalton, Surrey, Royaume-Uni.

### La fête de tous ceux qui sont dans la béatitude divine
Cette fête ne se fonde pas sur des textes bibliques, ni sur la liturgie de Jérusalem.
Elle est dédiée à tous les saints. Selon Mgr Robert Le Gall, « cette célébration groupe non seulement tous les saints canonisés, c’est-à-dire ceux dont l’Église assure, en engageant son autorité, qu’ils sont dans la Gloire de Dieu, mais aussi tous ceux qui, en fait et les plus nombreux, sont dans la béatitude divine ». Il s’agit donc de toutes les personnes, canonisées ou non, qui ont été sanctifiées par l’exercice de la charité, l’accueil de la miséricorde et le don de la grâce divine. Cette fête rappelle donc à tous les fidèles la vocation universelle à la sainteté.

### La Toussaint et l'évangile des Béatitudes
L’Évangile lu au cours de la messe de la Toussaint est le texte des Béatitudes (Évangile selon Matthieu, 5:3-12). Ce texte exprime que la sainteté concerne tous ceux et celles qui choisissent de mettre leurs pas dans ceux du Christ, par l'accueil de la Parole de Dieu, la fidélité et la confiance en Lui, la bonté, la justice, l'amour, le pardon et la paix.

### La Toussaint et la commémoration de tous les fidèles défunts

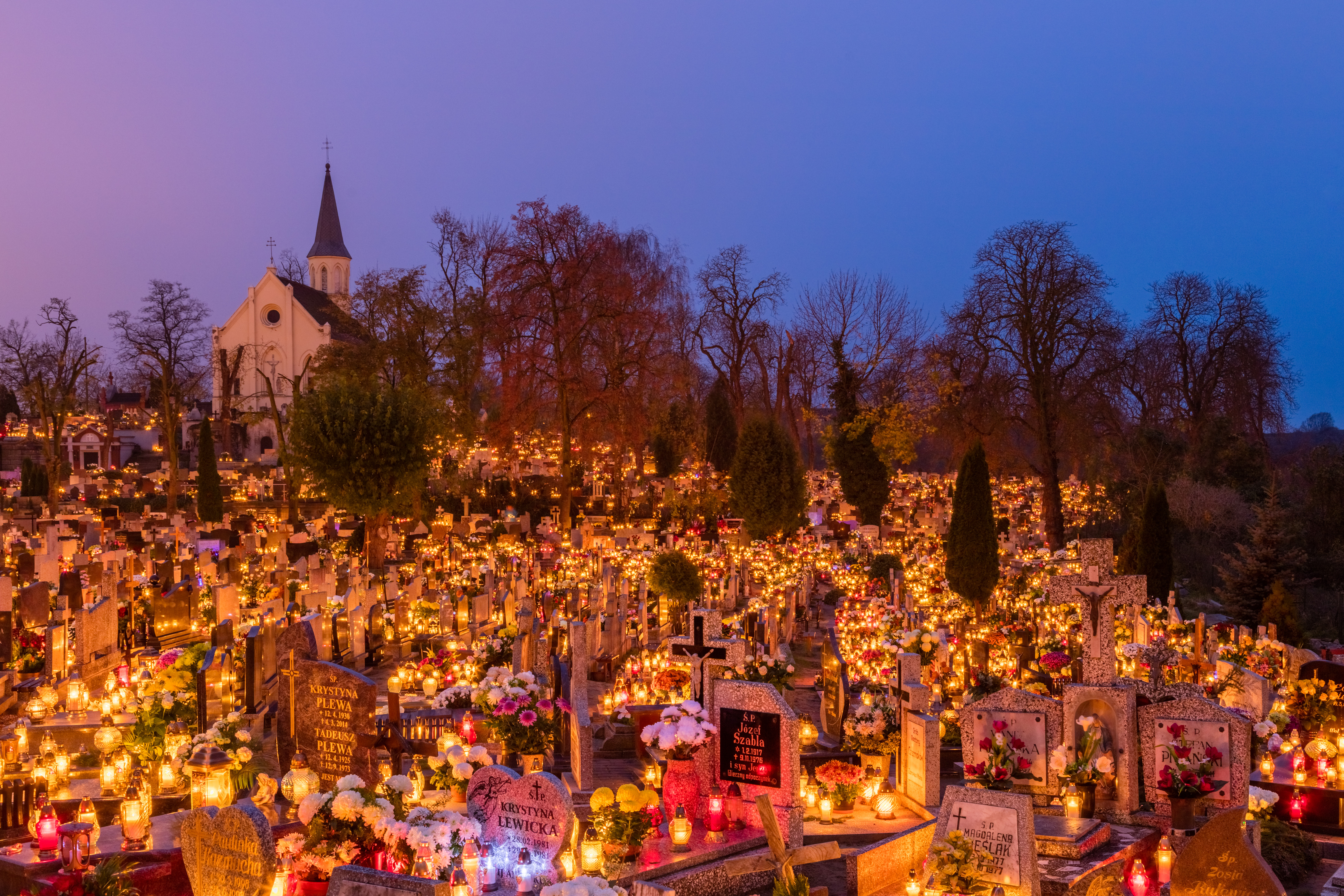
Un cimetière à la Toussaint en Pologne.

La Toussaint ne doit pas être confondue avec la Commémoration de tous les fidèles défunts, fêtée le lendemain. Cette dernière est un héritage des lectures monastiques du « rouleau des défunts » : la mention des frères d’une abbaye, ou d’un ordre religieux, au jour anniversaire de leur décès. Elle a été inaugurée par Odilon, abbé de Cluny au XIe siècle.
Cependant, du fait qu’en France et en Belgique, le 1er novembre, jour de la Toussaint, est un jour férié, l’usage est établi de commémorer les morts ce jour au lieu du 2 novembre, comme le témoigne la tradition multiséculaire de chandelles et bougies allumées dans les cimetières et, depuis le XIXe siècle le fleurissement, avec des chrysanthèmes, des tombes à la Toussaint (événement représenté dans le tableau La Toussaint du peintre Émile Friant) ; ces deux gestes symbolisant la vie heureuse après la mort.

## Dictons régionaux sur la météo de début novembre

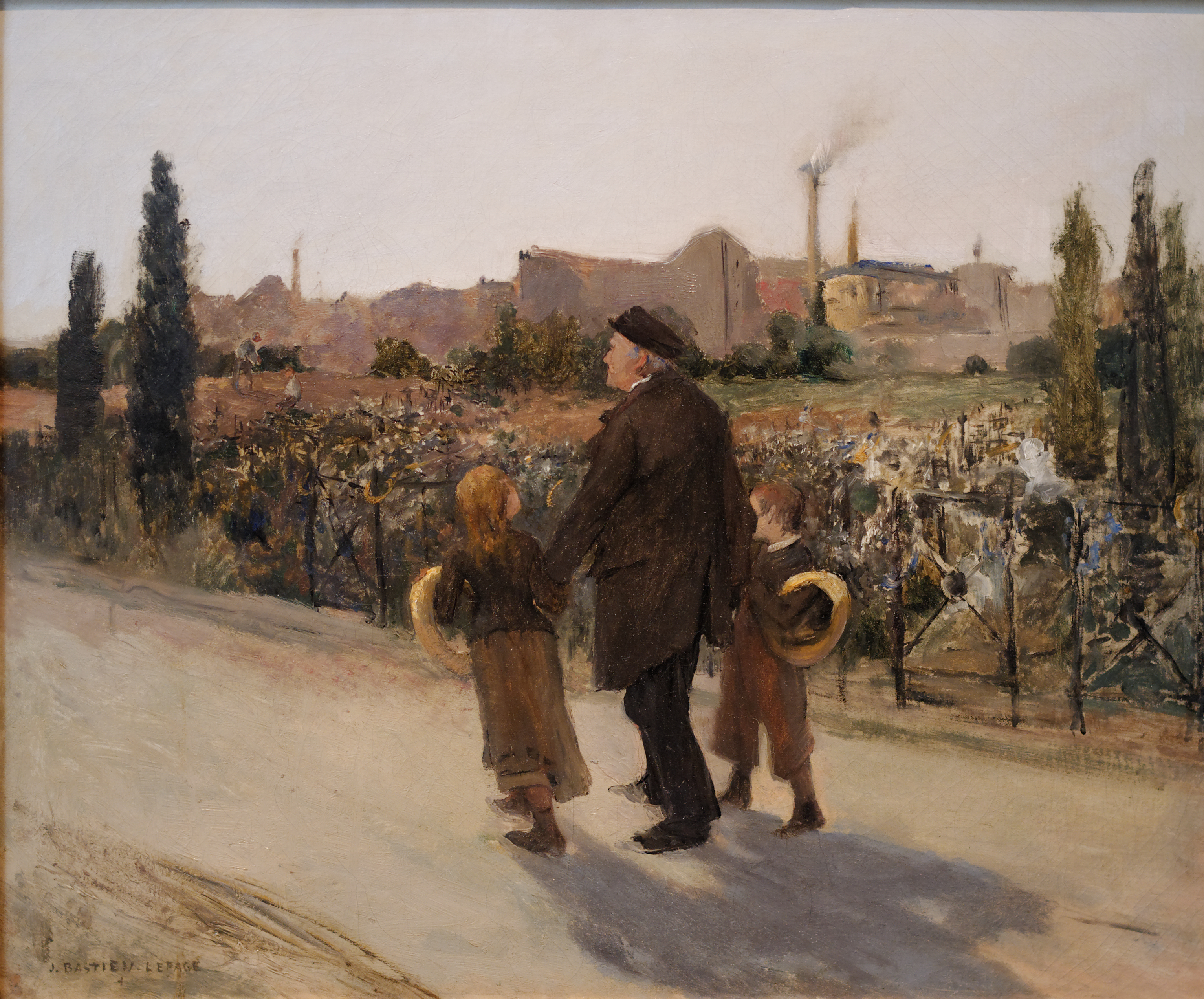
La Toussaint, Jules Bastien-Lepage (1878).

Ces dictons traditionnels, parfois discutables, ne traduisent une réalité que pour les pays tempérés de l’hémisphère nord :
- « De Saint Michel à la Toussaint, laboure grand train » ou « à la Toussaint, sème ton grain », « à la Toussaint, manchons au bras, gants aux mains », « à la Toussaint blé semé, aussi le fruit enfermé (ou les fruits serrés) ».
- « À la Toussaint, commence l’été de la Saint-Martin » ou au contraire « à la Toussaint, le froid revient et met l’hiver en train ».
- « S’il neige à la Toussaint, l’hiver sera froid » mais « s’il fait soleil à la Toussaint, l’hiver sera précoce », « s'il fait chaud le jour de la Toussaint, il tombe toujours de la neige le lendemain », « telle Toussaint, tel Noël », « givre à la Toussaint, Noël malsain », « autant d’heures de soleil à la Toussaint, autant de semaines à souffler dans ses mains », « suivant le temps de la Toussaint, l’hiver sera ou non malsain ».

- « De la Toussaint à la fin de l’Avent, jamais trop de pluie ou de vent » ou « entre la Toussaint et Noël ne peut trop pleuvoir ni venter », « Vent de Toussaint, terreur du marin », « le vent souffle les trois quarts de l’année comme il souffle la veille de la Toussaint »[10].
- « La Toussaint venue, laisse ta charrue » ou « le jour des morts ne remue pas la terre, si tu ne veux sortir les ossements de tes pères »[11].